# Enclaves bananeros en Honduras

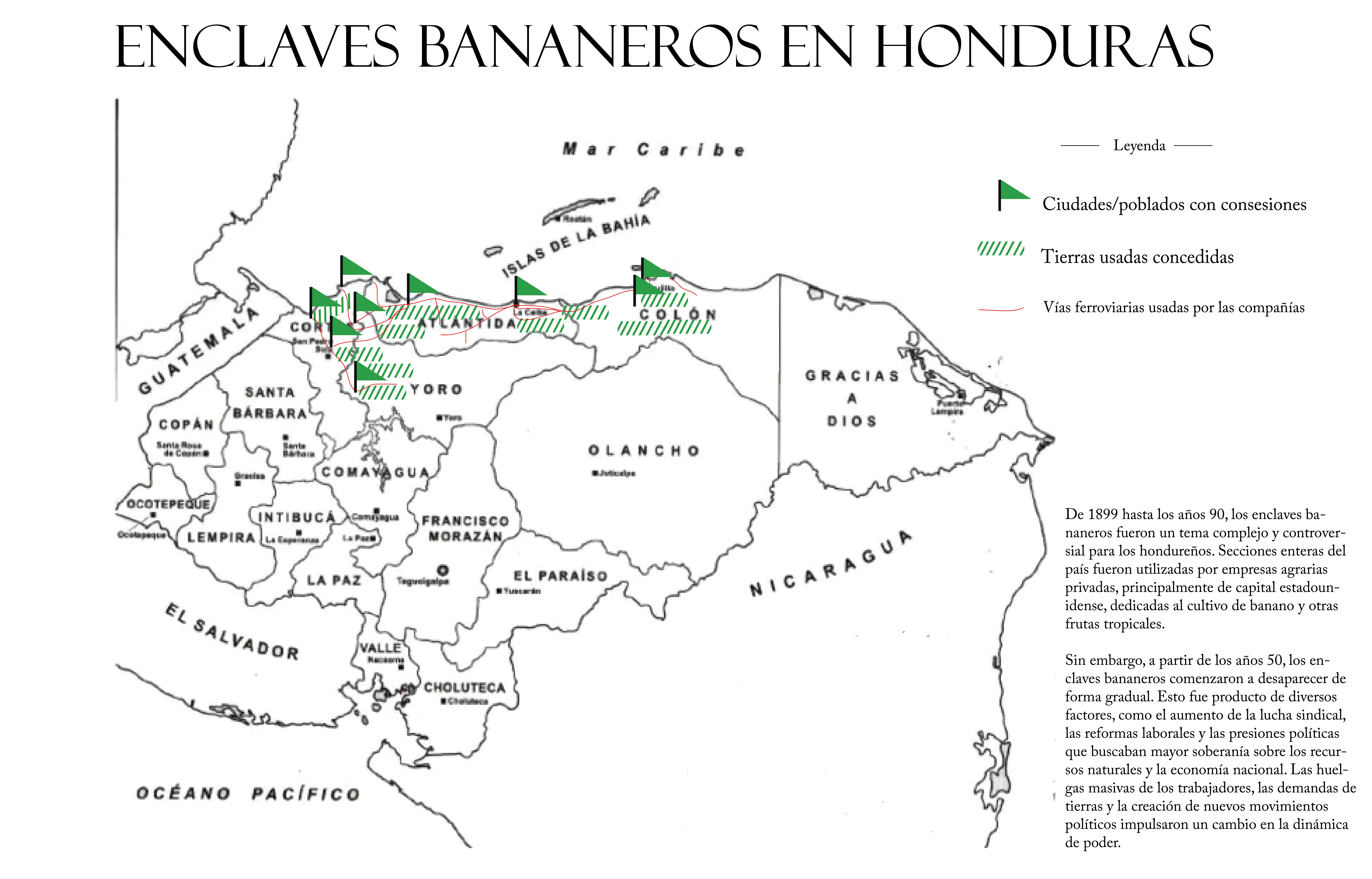
Mapa que hace un aproximado de los Enclaves Baneros en Honduras.

Los Enclaves bananeros fueron una serie de concesiones en Honduras hacia empresas bananeras estadounidenses que existieron a partir de finales del siglo XIX, siendo las principales beneficiandas la United Fruit company, Standard Fruit Company, y la Cuyamel Fruit company. Dichas compañías controlaron grandes extensiones de tierra para su cultivo, controlaron poblados, e invirtieron en infraestructura en sus respectivos territorios, los cuales funcionaban como gobiernos paralelos en suelo hondureño.

## Historia

### Antecedentes
A finales del siglo XIX Honduras experimentaría una serie de cambios políticos, jurídicos, sociales, y económicos durante la llamada Reforma liberal impulsada por el Dr. Marco Aurelio Soto. Dicha reforma permitía la inversión del capital extranjero siendo de las primeras compañías en el país la minera Rosario mining Company la cual invirtió mucho en infraestructura en el poblado de San Juancito en el departamento de Francisco Morazán, este caso sería un antecedente de lo que harán las bananeras en Honduras en años por venir. Las empresas bananeras miraban al Caribe como una región potencial para sus intereses lo haría que estas se acercasen a los gobiernos de los países de las Antillas, Centroamérica, y Colombia.

### 1899-1940

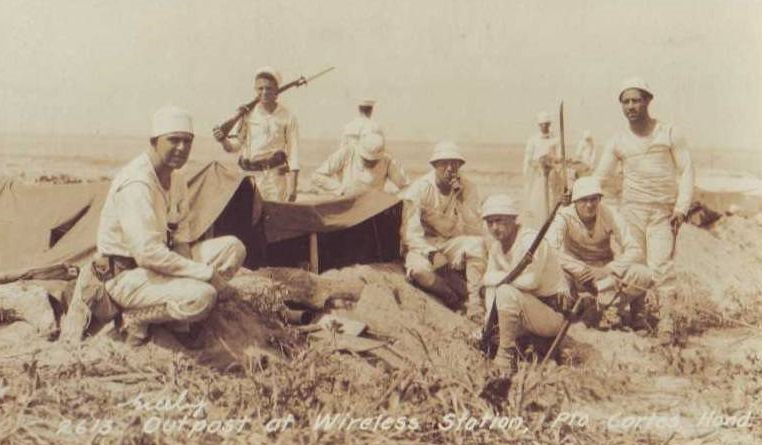
Desembarco de Marinos estadounidenses en 1903 en Puerto Cortes durante los primeros años de los enclaves para cuidar los intereses de las compañías en el país

Durante los primeros años los enclaves empezarían lentamente a expandirse por la costa norte del país, adquiriendo grandes extensiones de tierras de cultivo y teniendo concesiones en los puertos de las ciudades costeras de Honduras. Es durante esta temprana etapa que el escritor estadounidense O. Henry quien en ese entonces estaba asentado en la Ciudad de Trujillo vería dicha situación en Honduras en la cual el gobierno estaba dando a las compañías lo cual inspiro a escribir su novela titulada Cabbage and Kings, donde acuñó el término "República Bananera".

Planos urbanísticos de Tela en 1929.

Es bien sabido que las comapñias apoyaron a gobierno a fines a sus intereses el mejor ejemplo de ello fue los mandatos del presidente Manuel Bonilla quien regreso al poder por medio de un golpe de Estado con apoyados de mercenarios estadounidenses como el señor Lee Christmas quia su vez fueron apoyados por la United fruit. Con el paso de los años las concesiones empezarían a invertir en infraestructura como vías ferroviarias, carreteras, puertos, cableado de telégrafo, telefonía tec. Todo para maximizar su producción del banano y otras frutas tropicales. Esta inversión de intraestructira resultó en la importación de la arquitectura estadounidense, más en concreto con aquella del sur profundo. Además de dicha infraestructura también se invirtió en la construcción de hospitales, escuelas, centros recreativos, edificios administrativos, zonas residenciales etc.
Aunque en papel sonaba bien en la práctica la mayoría de la población hondureña no podía acceder a todos los servicios e infraestructura que creaban las compañías. Esto es porque los enclaves funcionaban como un gobierno paralelo con sus propias jurisdicciones y reglamento, algunos historiadores señalan que había una clara segreagación racial y social en dichas concesiones acondicionada por el contexto de la época. Un ejemplo sería como los empleados en posiciones administrativas que en su mayoría eran estaodunidenses blancos, podían disfrutar de los clubs sociales y vivían en áreas residenciales que emulaban los vecindarios estadounidenses mientras que los trabajadores que relizzaban los trabajos pesados eran en su mayoría hondureños mestizos muchos de ascendencia indígena y africana no podían moverse libremente por los enclaves sin autorización de la compañía además de vivir en zonas residenciales más sencillas con casas más modestas y barracas.

Bandera de la Cuyamel Fruit Company quien sería adquirida por la United Fruit y por ende todas sus concesiones pasarían a su propiedad.

La dictadura de Tiburcio Carías Andino ayudó enormemente la expansión de las concesiones pues este llegó al poder en 1933 como un aliado de las bananeras y su periodo dictatorial a partir de 1937 solo dejó que se incrementara el poder de estas en suelo hondureño. Para ello se debió expulsar forzosamente a miles de campesinos y pescadores asentados en aldeas de la costa norte, para la obtención de tierra de cultivo. Siendo el caso más famoso la matanza de San Juan de Tela, donde un poblado Garífuna fue borrado para darle esas tierras a las compañías.

Bandera de la United Fruit Company.

Los Enclaves bananeros de Honduras jugaron un papel relevante durante la Segunda Guerra Mundial, aunque de manera indirecta, especialmente en términos de su impacto económico, político y social en el país. Debido a que el banano era un alimento básico y una fuente importante de calorías, las plantaciones en Honduras se convirtieron en un activo estratégico para los países involucrados en la guerra, especialmente para Estados Unidos además que varios buques hondureños al servicio de estas compañías ayudarian al transporte de materias primas siendo muchos de estos atacados por submarinos alemanes.

### 1950-1970

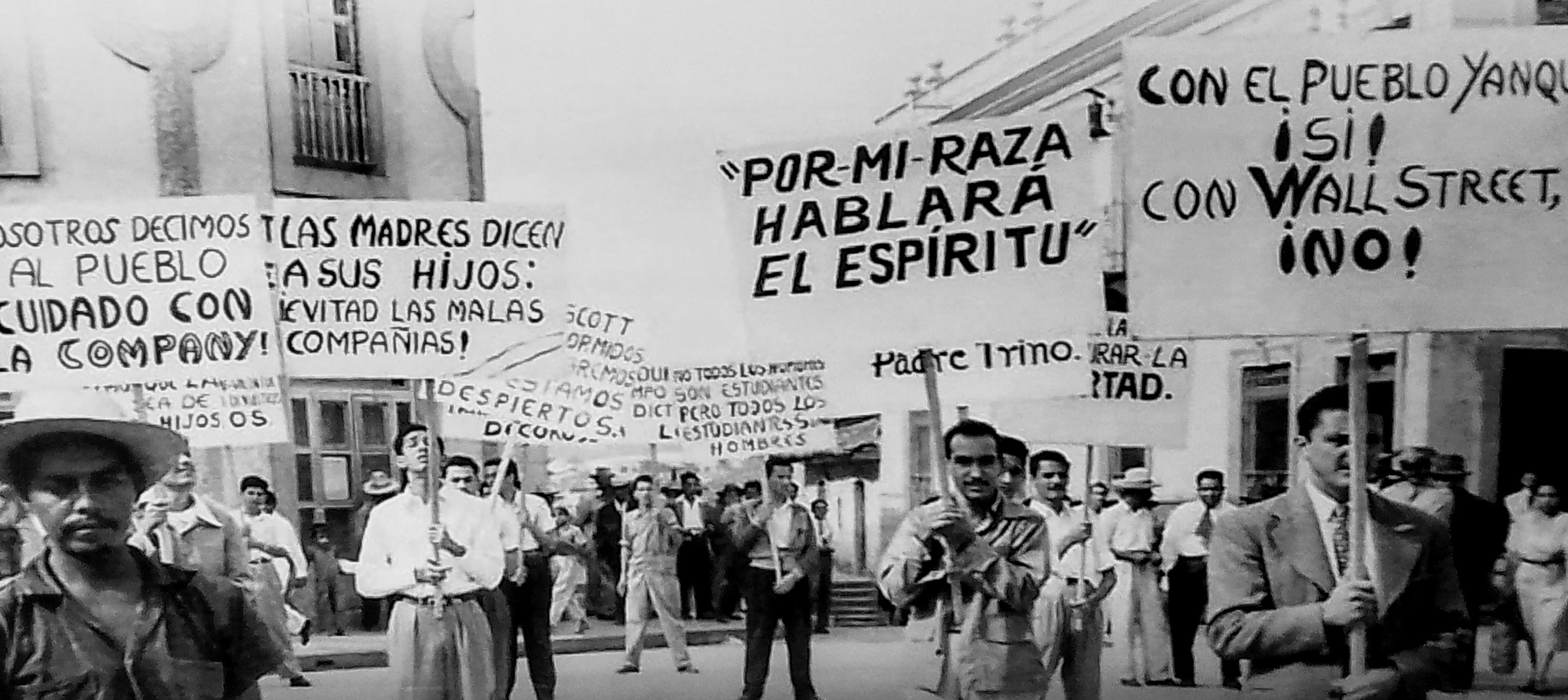
Huelgas en Tegucigalpa 1954, este sería el inicio del lento pero continuo declive de los enclaves bananeros en Honduras.

Para los años 50 los enclaves se verían en una situación complicada. Cada vez más los sindicatos de trabajadores que fueron reprimidos durante dictdura de Carias Andino empezaban a tomar más fuerza. Los movientos obreros desembocaron en la Huelga del 54, la cual inicio en mayo de ese mismo año y se extendió por toda la costa norte y luego al resto del país. Dicha huelga fue tan grande que paralizo la producción bananera en el país, lo cual obligó al gobierno de Juan Manuel Gálvez a poder atender las demandas de los manifestantes. Fue así como se creó el código del trabajo de Honduras, el seguro social, mejoras en las condiciones laborales, aumento en el salario, y protección de los trabajadores ante accidentes laborales. 
Esto hizo ver a las bananeras que evidentemente ya no tenían el mismo poder que tenían hasta hace no muchas décadas, pues ahora debían someterse a ciertos reglamentos. Sin embargo, eso no hizo que perdiesen su poder e influencia en el gobierno de Honduras, el cual si bien ahora estaba más limitado seguía siendo un grupo de cabildeo importante en Honduras. En esta época fue cuando se cambiaron  las locomotoras de vapor por las diésel para mejorar la producción bananera. Sin embargo vendrían reformas agrarias que harían que los entre los 60 y 70 que accelerarian el proceso de desaparición de los mismos. En 1975, la United Fruit Company cambió de nombre a Chiquita Brands International, un proceso que reflejaba un cambio en su enfoque hacia la diversificación de mercados y la modificación de su modelo de negocios. 

### 1980-1990
Los enclaves bananeros tradicionales como tal ya no existían en la misma forma que operaban en los años 30. El declive de las grandes plantaciones de banano y las zonas de ciudades, y poblados bajo control extranjero marcó la decadencia de este sistema de enclaves. La llegada de otras empresas competidoras en suelo hondureño, así como la nacionalización parcial de mucha de su infraestructura significó un antes y un después. Sin embargo, la industria del banano siguió siendo relevante para la economía de Honduras, pero bajo un modelo diferente y con menos influencia de las grandes empresas extranjeras. Durante los 80 el modelo de enclave cerrado que había predominado en las primeras décadas (en el cual las empresas bananeras extranjeras controlaban toda la producción, las tierras, las viviendas y los servicios) comenzó a desintegrarse para finalmente desaparecer en los años 90.

### Fin de los enclaves
El resto de la década de los años 90 significó la caída absoluta de los enclaves bananeros en visto que se encontraban con un mundo y un Honduras diferente al que había a principios de siglo. Este proceso de desaparición de los enclaves bananeros ocurrió de manera gradual, pero como se mencionó anteriormente se intensificó en las décadas de 1960 y 1970 debido a diversos factores. En los 90 la industria bananera de Honduras ya había experimentado importantes transformaciones, pero para inicios de la década aún quedaban los unos últimos vestigios del modelo de enclave tradicional en algunas regiones del país. Durante esa década, el modelo de enclaves bananeros ya estaba en su fase terminal que finalmente terminaría en disolverse absolutamente a mediados de la década siendo el último reducto en Tela. 

## Legado
El legado de los enclaves es aún un tema de debate en Honduras, hay quienes consideran a los enclaves como un ejemplo de progreso y modernidad en el país. Muchos defienden esta postura bajo los argumentos que gracias a estas concesiones llegaron tecnologías de punta de su época que de otra manera no hubiesen llegado al país, que las ciudades que controlaron posiblemente nunca hubiesen tenido un plan urbanístico moderno como el que implementaron entre los años 20 y 30. Además de promover el capitalismo en el país de una manera más eficiente.
Sin embargo otros apuntan que las bananeras solo trajeron un "espejismo" de progreso pues anteriormente se mencionó que la infraestructura moderna y demás servicios que traían no era servil a todos los que vivieran dentro del enclave, sino que solo unos pocos podían ser beneficiados de ellos además que muchas vías ferroviarias o carreteras solo servian a los intereses coporativos y no al estado Hondureño totalmente sin mencionar la clara segregación que se vivía en ellos. Además muchos mencionan que el modelo de enclaves fue una forma de neocolonialismo y un ejemplo del imperialismo estadounidense en América Latina pues es bien sabido que Estados Unidos también protegio los intereses y seguridad de dichas empresas. 